# Karl Gröger

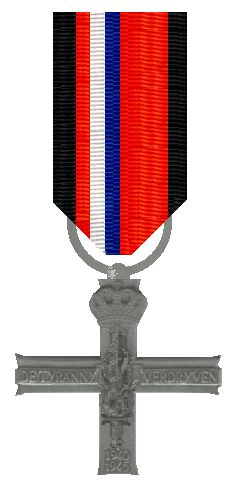
VHK

Karl Borromäus Richard Paul Gröger (Wenen, 7 februari 1918 – Overveen, 1 juli 1943) was een Oostenrijkse verzetsstrijder in Nederland tijdens de Tweede Wereldoorlog. Hij werd onderscheiden met het Verzetsherdenkingskruis (VHK).
Gröger was actief in de Oostenrijkse Sociaal Democratische Scholierenbond tijdens zijn gymnasiumopleiding te Wenen. Daarna studeerde hij medicijnen aan de Universiteit van Wenen waar hij in 1938 afstudeerde. Vlak daarna vluchtte hij naar Nederland, waar hij aan de Universiteit van Amsterdam zijn medicijnenstudie voortzette. In mei 1940 werd hij door de Duitse bezetter opgeroepen om in dienst te gaan, maar hij werd na enkele maanden ontslagen omdat hij van deels Joodse afstamming was. Hij werkte later als tandtechnicus voor M.J. Gotjé, directeur van TTH in Amsterdam.
Gröger sloot zich aan bij de verzetsgroep rond de beeldhouwer Gerrit van der Veen. Hij werkte ook voor het ondergrondse blad Rattenkruid samen met Rudi Bloemgarten, Coos Hartogh, Henri Halberstadt, Cornelis Barentsen en Johannes de Roos. Hij was een van de deelnemers aan de Aanslag op het Amsterdams Bevolkingsregister (1943) aan de Plantage Middenlaan te Amsterdam. Onder leiding van Van der Veen en samen met Willem Arondeus, Johan Brouwer, Sam van Musschenbroek, Coos Hartogh, Henri Halberstadt, Rudi Bloemgarten, Guus Reitsma, Koen Limperg, Sjoerd Bakker, Cornelis Leendert Barentsen en Cornelis Roos drong hij vermomd als politieman op 27 maart 1943 het gebouw binnen en blies met explosieven het pand op.
Hierna moest Gröger vluchten en verborg zich op een boerderij buiten Amsterdam maar hij werd, zoals bleek uit een berichtje dat hij nog wist te schrijven aan zijn vriendin verpleegster Geertruida van Essen, opgepakt door de Gestapo en opgesloten en ondervraagd in het hoofdbureau van politie te Amsterdam waarna hij werd overgebracht om in Den Haag berecht te worden. In 1943 veroordeelde het politiegerecht hem daar tot de dood. Een verzoek tot gratie werd afgewezen door Heinrich Himmler. Kort daarna werd Gröger doodgeschoten in de duinen in Overveen.
Voor zijn executie schreef Gröger aan zijn ouders: "Lieve moeder en vader, ik word morgen gedood. Ik moest echt handelen zoals ik deed. Ik had geen andere keuze. God gaf me de kracht om dit alles te dragen. Ik heb mezelf voorbereid om te sterven. Boven alles weiger ik om haat of wraakgevoelens te koesteren. Ik zal sterk zijn met de hulp van God en als hij dat wil als een man sterven. Veel kussen, Karl."
Karl Gröger ontving in 1986 postuum de Jad Wasjem-onderscheiding van de staat Israël.